# NGC 271
NGC 271 é uma galáxia espiral barrada (SBab) localizada na direcção da constelação de Cetus. Possui uma declinação de -01° 54' 38" e uma ascensão recta de 0 horas, 50 minutos e 41,9 segundos.
A galáxia NGC 271 foi descoberta em 1 de Outubro de 1785 por William Herschel.